# Bravantice
Bravantice (deutsch Brosdorf, früher auch Brofansdorf) ist ein Dorf in Mährisch-Schlesien (Tschechien). Die Gemeinde liegt südwestlich von Ostrava und zwischen Klimkovice und Bílovec.

## Geschichte

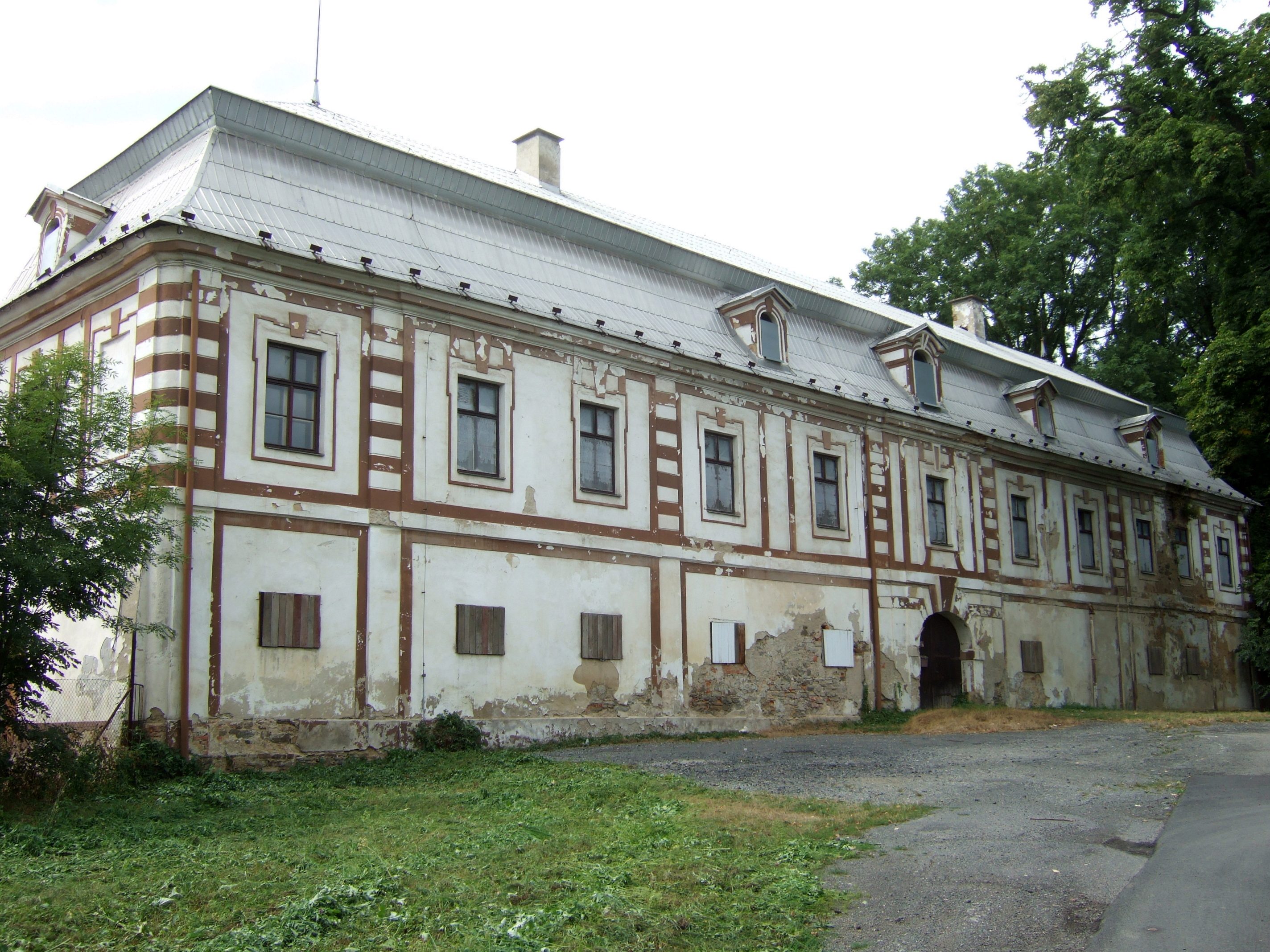
Schloss Bravantice

Die erste schriftliche Erwähnung ist aus dem Jahre 1370. Im 15. Jahrhundert residierte das alte Rittergeschlecht der Pivec von Hratschein und Klimstein in Bravantice, Werner Pivec von Hratschein und Klimstein starb 1431 auf seinem Eigentum Dorf Bravantice.  In Jahren 1478 bis 1602 waren die Besitzer polnische Adeligen von Chobřany. 
Nach dem Münchner Abkommen wurde der Ort dem Deutschen Reich zugeschlagen und gehörte bis 1945 zum Landkreis Wagstadt.
Von 7. bis 9. Juli 1997 war in Bravantice ein Hochwasser, das die Kirche St. Valentin und die historische Brücke vor dem Schloss beschädigte.

## Sehenswürdigkeiten
- Schloss
- Kirche St. Valentin
- Denkmal von Anton Hanke

## Söhne und Töchter
- Anton Hanke (* 1840), Erforscher der Höhlen von Škocjan